# Le avventure di Cipollino
Le avventure di Cipollino è un romanzo per bambini scritto da Gianni Rodari nel 1951 dove i protagonisti sono frutta e verdure, personaggi animati; è stato tradotto in 23 lingue diverse.

## Storia editoriale
I personaggi di Cipollino e dei suoi amici e nemici vegetali apparvero originariamente sulla rivista Vie Nuove, abbozzati nei racconti L'orto ortolano e Il frutteto musicale.
Poi, una serie di vignette basate su personaggi vegetali, disegnate dall'illustratore Raoul Verdini e commentate in versi da Rodari, apparvero su Il pioniere, la rivista per la gioventù del Partito Comunista Italiano, diretta da Rodari stesso. Le storie, raccolte e ampliate, furono scritte nell'arco di un mese, durante una vacanza che Rodari fece a casa di un contadino di Gaggio di Piano (frazione di Castelfranco Emilia), Armando Malagodi, in una stanza granaio. Il titolo della prima edizione con cui uscì il libro fu Il romanzo di Cipollino, apparso per le Edizioni di Cultura Sociale. Nel 1952 venne pubblicato Cipollino e le bolle di sapone, firmato con lo pseudonimo di Giampiccolo. Nel 1954 alcune storie vennero riproposte in un album. 
Nel 1957 il libro fu pubblicato col titolo definitivo Le avventure di Cipollino.
Il romanzo di Cipollino ebbe un enorme successo nell'URSS e nei Paesi del blocco comunista dell’Est europeo ed extraeuropeo: fu tradotto in russo già nel 1953, da Zlàta Potàpova e, lo stesso anno, parte del racconto venne pubblicato in Cina sul giornale "La sera del popolo".

## Trama
«Cipollino era figlio di Cipollone e aveva sette fratelli: Cipolletto, Cipollotto, Cipolluccio e così di seguito [...] Gente per bene, bisogna dirlo subito, però piuttosto sfortunata. Cosa volete, quando si nasce cipolle, le lacrime sono di casa».
Il romanzo è ambientato in una città abitata da vegetali o di frutti antropomorfi dove regole insensate opprimono la popolazione che, guidata da Cipollino, si ribella alle ingiustizie subite da parte del Principe Limone e dell'aristocrazia locale. Se ne sbarazzano a colpi di scherzi e beffe, senza mai ricorrere alla violenza, ma solo alla solidarietà tra amici.
Cipollino fa parte di una povera famiglia di cipolle. Durante una parata, suo padre viene accidentalmente spinto sul piede del Principe Limone e per questo viene condannato all'ergastolo. Cipollino lo va a trovare e il padre gli chiede di diventare uno studioso: deve viaggiare e imparare a riconoscere i bricconi. Un giorno incontra il sor Zucchina che aveva risparmiato tutta la vita per costruirsi una casina minuscola sul prato delle Contesse del Ciliegio. Il cavalier Pomodoro un giorno passa di là e dichiarando che la casa è abusiva, vorrebbe confiscargliela. Cipollino però cerca di difendere sor Zucchina, e nel parapiglia cavalier Pomodoro gli tira i capelli, ma a causa dell'odore della cipolla finisce in lacrime. Tutto il paese acclama Cipollino, che viene aiutato e diventa l'apprendista di mastro Uvetta, ciabattino del paese.
Il cavaliere, per vendetta, ordina ai Limoncini di catturare e incarcerare tutti i maschi del paese, così gli amici di Cipollino vengono portati in prigione. Per riuscire a salvarli Cipollino chiede aiuto alla Talpa esploratrice e al Ragno Zoppo. Il protagonista a un certo punto finisce anche lui in prigione salvo poi uscirne; riuscirà quindi a liberare tutti e ad impossessarsi del Castello del cavalier Pomodoro esponendo la bandiera della Repubblica.

## Adattamenti

### Cinema
- Cipollino (in russo Чиполлино?): film a cartoni animati in lingua russa realizzato dallo studio sovietico Sojuzmultfilm nel 1961.

### Teatro
- Sono state realizzate diverse interpretazioni dell'opera sotto forma di balletto, sia in Russia che in Italia.[5]

## Edizioni
- Il romanzo di Cipollino, Roma, Edizioni di Cultura Sociale, 1951.
- Le avventure di Cipollino, illustrazioni di Raul Verdini, Roma, Editori Riuniti, 1957.
- Le avventure di Cipollino, collana Matite italiane, illustrazioni di Francesca Ghermandi, Roma, Editori Riuniti, 2000,  p. 200, ISBN 978-88-359-4976-3.
- Le avventure di Cipollino, collana La biblioteca di Gianni Rodari, illustrazioni di Manuela Santini, n. 2, San Dorligo della Valle, Einaudi Ragazzi, 2010, ISBN 978-88-792-6802-8.
- Le avventure di Cipollino, illustrazioni di Chiara Baglioni, introduzione di Michela Murgia, San Dorligo della Valle, Einaudi Ragazzi, 2018, ISBN 978-88-665-6482-9.
- Le avventure di Cipollino, collezione 100 Gianni Rodari, Roma, Editori Riuniti, 2020, ISBN 978-88-551-4103-1.